# Hordeum intermedium
Hordeum intermedium là một loài thực vật có hoa trong họ Hòa thảo. Loài này được (Körn.) Carleton mô tả khoa học đầu tiên năm 1915.